# (3135) Lauer
(3135) Lauer (1981 EC9) – planetoida z pasa głównego asteroid okrążająca Słońce w ciągu 3,77 lat w średniej odległości 2,42 au. Odkryta 1 marca 1981 roku.